# Albatros C.XII
L'Albatros C.XII (designazione aziendale L 27) era un monomotore biplano da ricognizione  realizzato dalla allora azienda tedesco imperiale Albatros Flugzeugwerke GmbH negli anni dieci del XX secolo.
Basato sul precedente C.X, ne introduceva alcune differenze a livello strutturale importate dalla serie D-Typ, designazione Idflieg dei caccia biplani monoposto. Entrò in servizio nei reparti della Luftstreitkräfte, la componente aerea del Deutsches Heer (l'esercito imperiale tedesco), nelle fasi finali della prima guerra mondiale.

## Storia del progetto
Nel 1917 l'Albatros, dopo che aveva sviluppato con successo alcuni dei caccia più efficaci della serie D-Typ, decise di introdurre alcune delle soluzioni tecniche di quella serie nella C-Typ da ricognizione armata biposto sviluppando ulteriormente il suo C.X. Venne introdotta una fusoliera dalla sezione ellittica, un nuovo impennaggio ma la differenza più evidente tra i due modelli era la collocazione dell'impianto di scarico, nel nuovo modello rivolto verso il basso a differenza del precedente "a corno di rinoceronte".
Pur disponendo di prestazioni pressoché immutate, dovuto soprattutto al maggior carico alare, e benché possedesse una minore capacità di bombardamento, con lo spostamento del minor carico bellico in rastrelliere subalari, il modello venne approvato dalla commissione Idflieg ed avviato alla produzione in serie.

## Impiego operativo
Il modello venne inviato ai reparti della Luftstreitkräfte nel corso del 1918 rimanendo in prima linea fino al termine del conflitto. Dopo la guerra, alcuni C.XII prestarono servizio in Polonia e si registra anche l'utilizzo di un esemplare durante la guerra civile russa.

## Utilizzatori
Germania
- Luftstreitkräfte

 Polonia
- Siły Powietrzne

 RSFS Russa
- Raboče-Krest'janskij Krasnyj vozdušnyj flot

 Unione Sovietica
- Sovetskie Voenno-vozdušnye sily